# La Ville-aux-Bois-lès-Pontavert
 La Ville-aux-Bois-lès-Pontavert  là một xã ở tỉnh Aisne, vùng Hauts-de-France thuộc miền bắc nước Pháp.